# Sunred Engineering
SunRace Engineering Development (conocida como SunRed o SunRED Engineering) fue una escudería española con sede en Martorell (Barcelona). La escudería se centraba en los turismos empezando en el año 2007 y contando en pocos años con grandes éxitos, siendo referencia en el Campeonato Mundial de Turismos y en la Supercopa SEAT León.

## Empresa y SunRed SR 21
SunRed se presenta como escudería de competición en el año 2006 en el Campeonato de España de GT con dos SEAT Cupra GT. En 2007 se expanden como empresa y pasan a ofrecer programas de formación y proyectos de ingeniería y desarrollo de productos relacionados con el motorsport. Ese año también presentan en el Salón de Barcelona un prototipo con el descriptivo nombre de Moto Solar Urbana, dando una posible explicación al nombre de la marca, sin embargo no llega a materializarse como producto.
Si logran fabricar el SunRed SR21 GT, un coche de competición basado en el concepto-proptipo del Hispano-Suiza HS21. El SR21 fue construido bajo especificaciones técnicas del grupo GT2, aunque sin contar como coche oficial de FIA GT2 debido a no ser un coche producido en serie. El automóvil estaba propulsado por un motor Judd de 10 cilindros en “V” y 4 litros, con un máximo de 500 CV a 8.100 revoluciones por minuto.
En 2010 evolucionaron y pasó a llamarse SunRed SRX con los pilotos Jordi Gené y Fernando Monje al mando, pero los resultados no fueron los deseados y el proyecto se descontinuó, desapareciendo también el GT de los circuitos. Tan pronto como aparecieron, y tras terminarse el apoyo técnico en el WTCC con el Tuenti Racing Team y con Campos Racing, a finales de 2013 la empresa entra en liquidación y cierra, refundándose como QEV Technologies para seguir centrándose en proyectos relacionados con la movilidad y tecnología eléctrica.

## Automovilismo

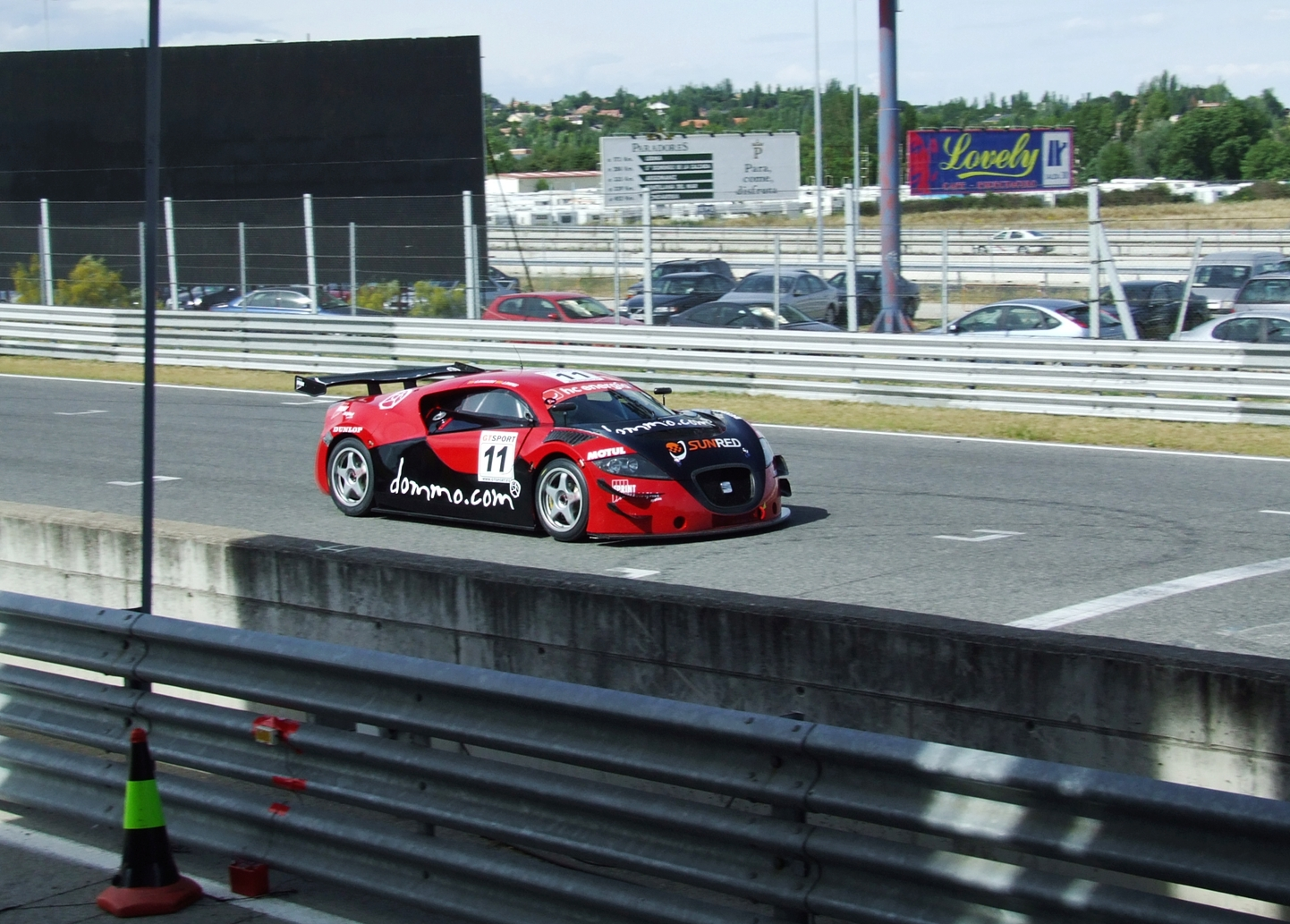
Vivancos y Vinyes con el SEAT Cupra GT en 2006

Tras empezar en el International GT Open y en el campeonato español, en 2008 entraron en el Campeonato Mundial de Turismos, ese mismo año competirían también en el campeonato de España de GT, en el Campeonato de España de Resistencia (CER), en la Eurocopa SEAT León y en la Supercopa del mismo nombre, repitiendo en el International GT Open. Al año siguiente repetirían en esas competiciones, cambiando el campeonato de GT de España por la MINI Challenge España y no disputando el CER. Para el año 2010 se expanden aún más internacionalmente disputando las 24 Horas de Dubái, las 24 Horas de Barcelona, el ETCC, el WTCC, además de volver al CER, al campeonato de España de GT, y además de disputar la SuperCopa SEAT León, también disputan la Supercopa SEAT León Francesa.

### WTCC y ETCC

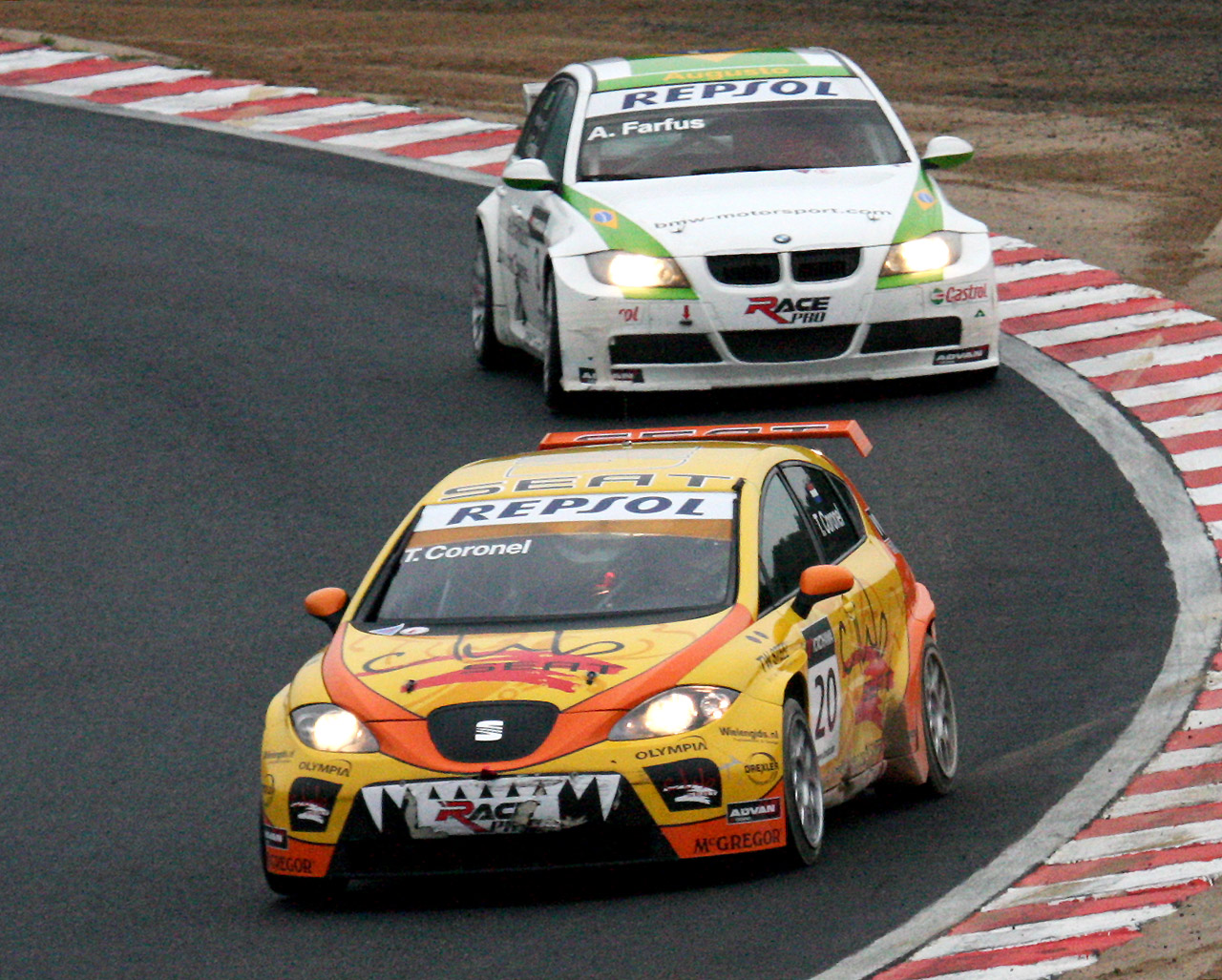
Coronel en el Circuito de Okayama, (2008)

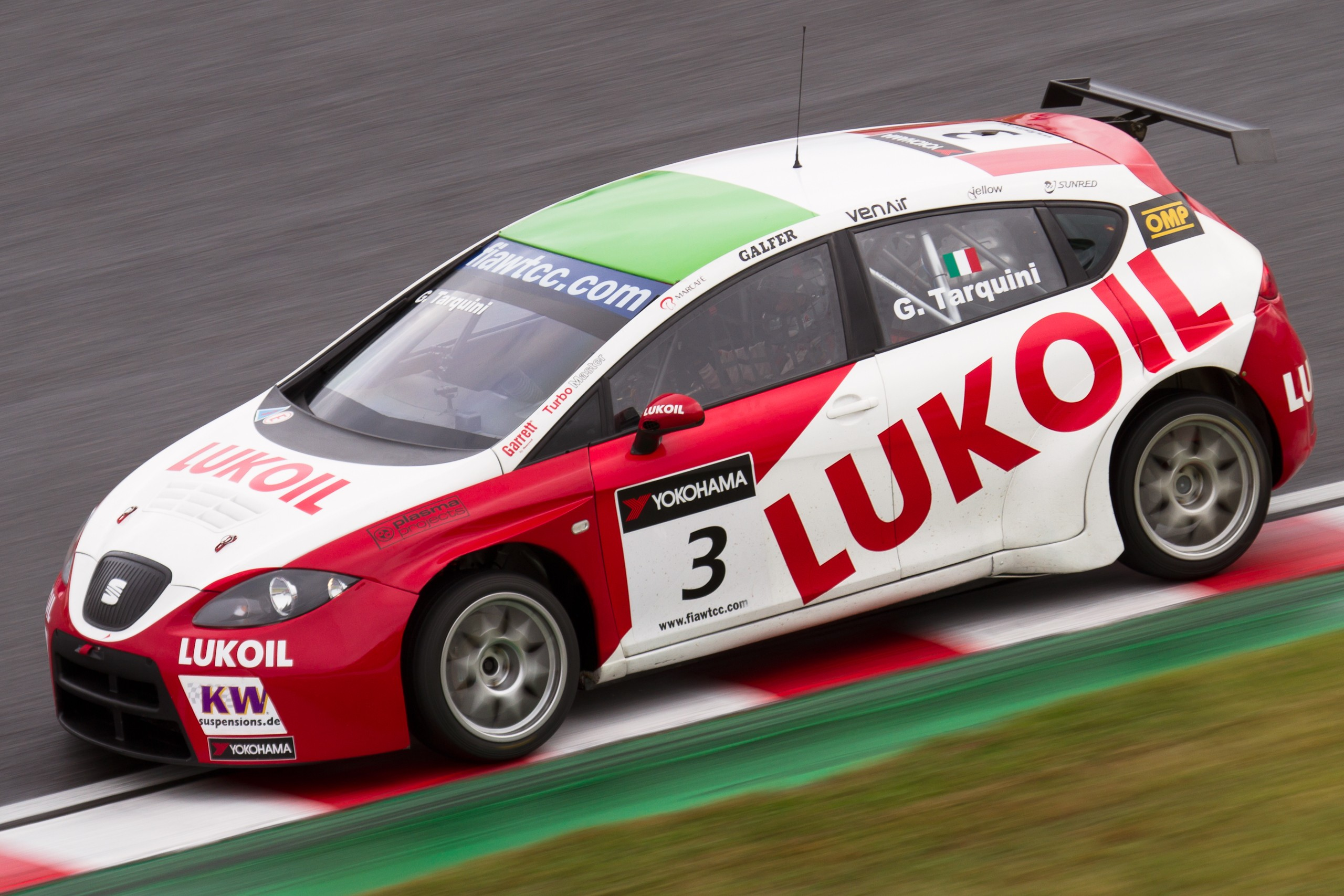
Gabriele Tarquini (SEAT) en la Carrera de Japón 2011.

Debutan en el 2008 con el piloto Tom Coronel que había ganado la Copa de Independientes con el GR-Asia en el 2006. Coronel sorprendentemente ganó la carrera de la FIA WTCC de Japón con un estint de ruedas diferente al resto consistente en una combinación de dos neumáticos de lluvia y dos de cubierta seca. En la general terminó en el decimocuarto lugar.
Coronel estaba de nuevo en 2009 como piloto privado. Ganó el Trofeo de Independientes de Yokohama con seis victorias esta temporada aunque finalizó decimocuarto en el campeonato general de pilotos. Tom Boardman también pilotó a lo largo de la temporada para SUNRED, además de la carrera de la FIA WTCC de Marruecos. Terminó quinto en el campeonato con una victoria en Brands Hatch (Reino Unido). Al igual que la temporada anterior fue el último ganador en la Eurocopa SEAT León. El equipo ganó el Trofeo de Escuderías de Yokohama quedando por delante de la Escudería Proteam Motorsport.
La temporada de 2010 estuvo marcada porque SEAT Sport cerró su equipo oficial en la WTCC. SEAT Sport desapareció y todos sus pilotos estaban sin escudería. Esto lo resolvió la escudería SUNRED mediante la creación de una sub-escudería bajo el nombre de SR-Sport con el apoyo de SEAT Sport. El SR-Sport fichó a Gabriele Tarquini, quien logró ser subcampeón del campeonato de pilotos, Jordi Gené, Tiago Monteiro y Tom Coronel. En otra escudería paralela compitieron con Michel Nykjær quien también quedó subcampeón, en esta ocasión en el campeonato de rookies.
En 2011 siguieron compitiendo con 2 escuderías en el WTCC, en una de ellas, bajo el soporte de la empresa Lukoil, donde correrían Aleksey Dudukalo y Gabriele Tarquini. En la otra, corrieron Michel Nykjær, quien quedó subcampeón del Trofeo Yokohama, Tiago Monteiro y Pepe Oriola. Esta segunda división quedó subcampeona del Trofeo Yokohama de equipos, además, Oriola y Dudukalo quedaron tercero y segundo respectivamente en el trofeo Jay-Ten. Pepe además queda subcampeón del ETCC con ellos con sólo 1 punto de distancia respecto al primero.
Durante 2012 en el WTCC alcanzan un acuerdo de patrocinio con la red social Tuenti, por la que la división principal del equipo pasa a llamarse Tuenti Racing Team, en esta disputa toda la temporada Pepe Oriola que consigue el subcampeonato del trofeo Yokohama. Tiago Monteiro disputa con ellos casi toda la temporada y Fernando Monje participa en las 4 últimas carreras. Este año son terceros en las clasificación por equipos del trofeo Yokohama. La otra división del equipo sólo disputa algunas rondas con diversos pilotos. En el ETCC corren toda la temporada con Monje, quien además se proclama campeón. También con Igor Skuz que corre 4 carreras con ellos.
En 2013 pasan a dar sólo apoyo técnico a Pepe Oriola, quien con un Seat León la primera parte de la temporada, y con un Chevrolet Cruze el resto, queda noveno en el campeonato, con una victoria en Marrakech. Participan también en el ETCC con Jordi Oriola, quedando terceros en el campeonato de independientes.

### FIA GT
En 2012 también participan en el FIA GT con un Ford GT, donde quedan penúltimos en el campeonato por escuderías. Repiten en el FIA GT1 la temporada siguiente, esta vez con un BMW Z4 y con el dinero de Armaan Ebrahim para también dar apoyo técnico al BMW Sports Trophy Team India, con resultados muy pobres durante la temporada.

## Temporadas
| Temporada | Series                           | Coche                      | Rondas   | Victorias | Poles | VR | Podios  | Pts.  | Pos.   | Pilotos destacados           |
| --------- | -------------------------------- | -------------------------- | -------- | --------- | ----- | -- | ------- | ----- | ------ | ---------------------------- |
| 2006      | International GT Open - GTA      | SEAT Cupra GT              | 5 de 6   | 0         | 0     | 0  | 0       | NA    | NA     |                              |
| 2006      | Campeonato de España de GT - GTA | SEAT Cupra GT              | 6 de 6   | 0         | 0     | 0  | 0       | NA    | NA     |                              |
| 2007      | International GT Open            | SunRed SR21 GT             | 7 de 7   | 0         | 0     | 0  | 0       | ?     | ?      |                              |
| 2007      | Campeonato de España de GT - GTA | SunRed SR21 GT             | 6 de 6   | 1         | 0     | 0  | 1       | NA    | NA     |                              |
| 2007      | Campeonato de España de GT - GTB | Ferrari F430 Challenge     | 4 de 6   | 0         | 0     | 0  | NA      | NA    |        |                              |
| 2007      | Supercopa SEAT León              | SEAT León Supercopa (MK2)  |          |           |       |    |         | NA    | NA     | Òscar Nogués                 |
| 2008      | International GT Open            | SunRed SR21 GT             | 8 de 8   | 0         | 0     | 0  | 0       | ?     | ?      |                              |
| 2008      | Campeonato de España de GT - GTA | SunRed SR21 GT             | 6 de 6   | 0         | 0     | 0  | 2       | NA    | NA     |                              |
| 2008      | Campeonato de España de GT - GTB | Ferrari F430 GTS/Challenge | 4 de 6   | 0         | 0     | 0  | 0       | NA    | NA     |                              |
| 2008      | WTCC (Trofeo Independientes)     | SEAT León TFSI             | 12 de 12 | 1 (0)     | 2     | 0  | 2 (3)   | 33    | 7.º    |                              |
| 2008      | ETCC                             | SEAT León TFSI             | 1 de 1   | 1         | 0     | 0  | 2       | NA    | NA     | Òscar Nogués                 |
| 2008      | Eurocopa SEAT León               | SEAT León Supercopa (MK2)  | 6 de 6   | 3         | 1     | 1  | 11      | NA    | NA     | Òscar Nogués                 |
| 2008      | Supercopa SEAT León              | SEAT León Supercopa (MK2)  |          |           |       |    |         | NA    | NA     |                              |
| 2008      | CER                              | SEAT León Supercopa (MK2)  |          |           |       |    |         | NA    | NA     |                              |
| 2008      | 24 Horas de Barcelona            | SEAT León Supercopa (MK2)  |          |           |       |    |         |       | 4.º    |                              |
| 2009      | International GT Open - Super GT | SunRed SR21 GT             | 6 de 8   | 0         | 0     | 0  | 0       | ?     | ?      |                              |
| 2009      | Campeonato de España de GT - GTA | SunRed SR21 GT             | 3 de 6   | 0         | 0     | 0  | 1       | NA    | NA     |                              |
| 2009      | MINI Challenge España            |                            | 6 de 6   | 0         | 0     | 1  | 2       | NA    | NA     |                              |
| 2009      | WTCC (Trofeo Independientes)     | SEAT León 2.0 TFSI         | 12 de 12 | 0 (8)     | 0     | 0  | 0 (26)  | (304) | (1.º)  |                              |
| 2009      | Eurocopa SEAT León               | SEAT León Supercopa (MK2)  | 6 de 6   | 4         | 1     | 3  | 14      | NA    | NA     |                              |
| 2009      | Supercopa SEAT León              | SEAT León Supercopa (MK2)  |          |           |       |    |         | NA    | NA     | Òscar Nogués                 |
| 2009      | CER                              | SEAT León Supercopa (MK2)  |          |           |       |    |         | NA    | NA     |                              |
| 2009      | 24 Horas de Barcelona            | SEAT León Supercopa (MK2)  |          |           |       |    |         |       | 1.º    |                              |
| 2010      | Campeonato de España de GT       | SunRed SR21 GT             |          |           |       |    |         | NA    | NA     |                              |
| 2010      | Campeonato de España de GT       | SunRed SRX                 |          |           |       |    |         | NA    | NA     |                              |
| 2010      | Campeonato de España de GT       | Solution F                 |          |           |       |    |         | NA    | NA     |                              |
| 2010      | International GT Open            | SunRed SR21 GT             |          |           |       |    |         | NA    | NA     |                              |
| 2010      | International GT Open            | SunRed SRX                 |          |           |       |    |         | NA    | NA     |                              |
| 2010      | International GT Open            | Solution F                 |          |           |       |    |         | NA    | NA     |                              |
| 2010      | WTCC (Trofeo Independientes)     | SEAT León 2.0 TDI          | 11 de 11 | 7 (0)     | 4     | 11 | 18 (1)  | (8)   | (10.º) | Gabriele Tarquini            |
| 2010      | ETCC - Super 2000                | SEAT León 2.0 TDI          | 3 de 3   | 4         | 0     | 4  | 4       | NA    | NA     | Michel Nykjær                |
| 2010      | Eurocopa SEAT León               | SEAT León Supercopa (MK2)  | 6 de 6   | 1         | 1     | 3  | 6       | NA    | NA     | Michaël Rossi                |
| 2010      | Supercopa SEAT León              | SEAT León Supercopa (MK2)  | 6 de 6   | 10        | 10    | 9  | 20      | NA    | NA     | Òscar Nogués Marcos De Diego |
| 2010      | CER                              | SEAT León Supercopa (MK2)  |          |           |       |    |         | NA    | NA     |                              |
| 2010      | 24 Horas de Dubái - A3T          | SEAT León Supercopa (MK2)  |          |           |       |    |         |       | 1.º    |                              |
| 2011      | International GT Open - Super GT | SunRed SRX                 | 6 de 8   | 0         | 0     | 0  | 0       |       |        |                              |
| 2011      | Campeonato de España de GT - GTA | SunRed SRX                 | 3 de 6   | 0         | 0     | 0  | 0       |       |        |                              |
| 2011      | WTCC (Trofeo Independientes)     | SEAT León 2.0 TDI          | 4 de 12  | 1 (5)     | 0     | 0  | 10 (15) | 200   | 2.º    |                              |
| 2011      | WTCC (Trofeo Independientes)     | SEAT León 2.0 TDI          | 8 de 12  | 1 (5)     | 0     | 0  | 10 (15) | 200   | 2.º    |                              |
| 2011      | ETCC - Super 2000                | SEAT León 2.0 TDI          | 1 de 1   | 1         | 0     | 0  | 2       | NA    | NA     | Pepe Oriola                  |
| 2011      | 24 Horas de Dubái - A3T          | SEAT León Supercopa (MK2)  |          |           |       |    |         |       | 2.º    |                              |
| 2011      | 24 Horas de Barcelona - A3T      | SEAT León Supercopa (MK2)  |          |           |       |    |         |       | 3.º    |                              |
| 2012      | FIA GT                           | Ford GT GT3                | 9 de 9   | 0         | 0     | 0  | 0       | 4     | 8.º    |                              |
| 2012      | WTCC (Trofeo Independientes)     | SEAT León 2.0 TDI          | 1 de 12  | 0 (5)     | 0     | 2  | 2 (13)  | 146   | 3.º    |                              |
| 2012      | WTCC (Trofeo Independientes)     | SUNRED SR León 1.6T        | 9 de 12  | 0 (5)     | 0     | 2  | 2 (13)  | 146   | 3.º    |                              |
| 2012      | WTCC (Trofeo Independientes)     | SEAT León 1.6 TSI WTCC     | 12 de 12 | 0 (5)     | 0     | 2  | 2 (13)  | 146   | 3.º    |                              |
| 2012      | ETCC - Super 2000                | SEAT León 2.0 TDI          | 4 de 4   | 6         | 3     | 7  | 6       | NA    | NA     | Fernando Monje               |
| 2012      | 24 Horas de Barcelona - A3T      | SEAT León Supercopa (MK2)  |          |           |       |    |         |       | NF     |                              |
| 2013      | FIA GT Series - Pro Am           | BMW Z4 GT3                 | 5 de 6   | 0         | 0     | 0  | 2       | 0     | NC     |                              |
| 2013      | WTCC                             | SEAT León WTCC             | 6 de 12  | 1         | 0     | 2  | 4       | 81    | 6.º    |                              |
| 2013      | WTCC                             | Chevrolet Cruze 1.6T       | 6 de 12  | 1         | 0     | 2  | 4       | 81    | 6.º    |                              |
| 2013      | ETCC - Trofeo Monomarca          | SEAT León Supercopa (MK2)  | 5 de 5   | 2         | 1     | 0  | 5       | NA    | NA     | Jordi Oriola                 |
| Total     |                                  |                            |          |           |       |    |         |       |        | 2 , 8 , 2                    |